# Mewa Arena

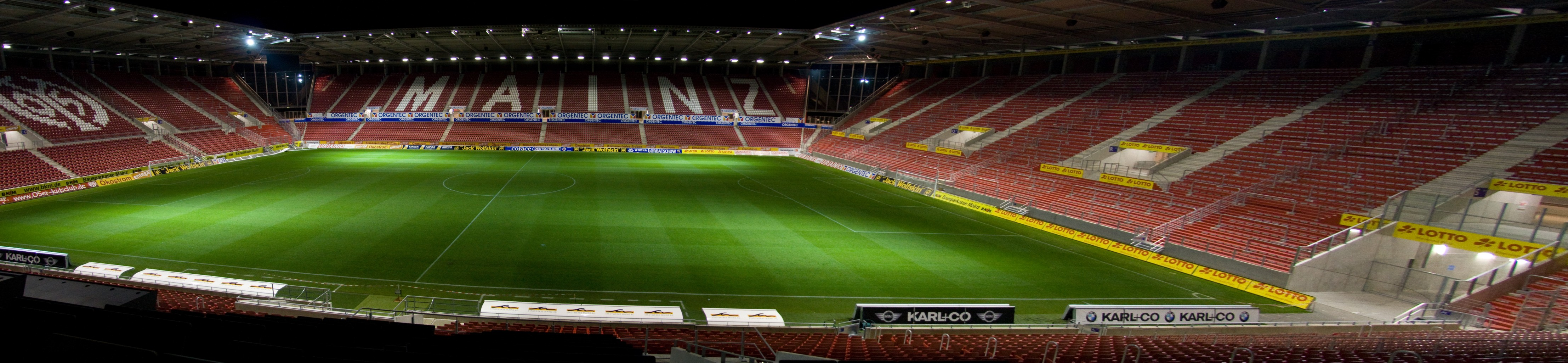
Imagen del Opel Arena.

Mewa Arena es un estadio multiusos situado en Maguncia, Alemania. Es utilizado en partidos de fútbol y es la sede de los partidos en casa del club de la Bundesliga alemana Maguncia 05. El estadio tiene una capacidad de 34 034 espectadores para partidos de la Bundesliga y sustituyó al Stadion am Bruchweg en 2011. La arquitectura del nuevo estadio se asemeja a la concepción tradicional de los estadios de fútbol inglés con sus stands de alta categoría.  